# David Lincoln Rabinowitz

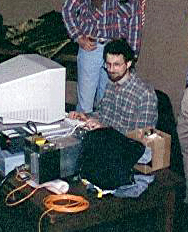
David Lincoln Rabinowitz bei der Arbeit am NEAT-Projekt

David Lincoln Rabinowitz (* 1960) ist ein US-amerikanischer Astronom an der University of Yale mit den Hauptforschungsgebieten Kuipergürtel und äußeres Sonnensystem.
Gemeinsam mit Michael E. Brown und Chad Trujillo entdeckte er mehrere transneptunische Objekte:
- (90377) Sedna
- (90482) Orcus
- (136199) Eris
- (136472) Makemake

Allein entdeckte er den Zentaur-Asteroiden 5145 Pholus.
Der Asteroid (5040) Rabinowitz wurde nach ihm benannt.
| Personendaten    | Personendaten              |
| ---------------- | -------------------------- |
| NAME             | Rabinowitz, David Lincoln  |
| KURZBESCHREIBUNG | US-amerikanischer Astronom |
| GEBURTSDATUM     | 1960                       |